# 18 febbraio
Il 18 febbraio è il 49º giorno del calendario gregoriano. Mancano 316 giorni alla fine dell'anno (317 negli anni bisestili).

## Eventi
- 1229 – Sesta crociata: Federico II, imperatore del Sacro Romano Impero, firma la pace di Giaffa, una tregua decennale con il sultano al-Kamil, riconquistando Gerusalemme, Nazaret e Betlemme senza colpo ferire.
- 1248 – Sconfitta dell'imperatore Federico II di Svevia nella battaglia di Parma (XIII secolo)
- 1478 – Giorgio Plantageneto, I duca di Clarence, condannato per tradimento nei confronti del fratello maggiore Edoardo IV d'Inghilterra, viene giustiziato nella Torre di Londra
- 1661 – Kangxi diventa imperatore della Cina
- 1685 – Fort St. Louis viene fondato da un francese a Matagorda Bay; costituirà le basi delle pretese francesi sul Texas
- 1743 – Muore a Firenze Anna Maria Luisa de' Medici. Con lei si estinse la linea primogenita di Casa Medici.
- 1814 – Battaglia di Montereau
- 1861
  - A Montgomery (Alabama) Jefferson Davis si insedia come primo e unico presidente degli Stati Confederati d'America.
  - Vittorio Emanuele II di Savoia convoca il primo Parlamento del Regno d'Italia
- 1865 – Gli elettori del Delaware rigettano il XIII emendamento della Costituzione degli Stati Uniti e scelgono di continuare a praticare la schiavitù. (Il Delaware ratificherà l'emendamento il 12 febbraio 1901)
- 1885 – Viene pubblicato negli USA il romanzo Le avventure di Huckleberry Finn di Mark Twain
- 1911 – Il primo volo ufficiale trasportante posta aerea viene effettuato a Allahabad, India Britannica, quando Henri Pequet, un pilota di 23 anni, consegna 6.500 lettere a Naini, a circa 10 km di distanza
- 1912 – Nasce l'Unione Sportiva Alessandria Calcio 1912
- 1913 – Raymond Poincaré diventa presidente della Francia
- 1925 – Giovanni Treccani fonda l'Istituto dell'Enciclopedia Italiana, l'istituto pubblicherà, dal 1929 al 1937, l'Enciclopedia Italiana, costituita da 35 volumi di testo e uno di indici. Sarà la prima grande enciclopedia biografica italiana.
- 1929 – Vengono annunciati i primi Academy Awards
- 1930 – Il pianeta nano Plutone viene scoperto da Clyde Tombaugh
- 1932 – Il Giappone dichiara la Manciuria indipendente dalla Cina
- 1943 – I nazisti arrestano i membri del movimento della Rosa Bianca
- 1948 – Éamon de Valera si dimette da presidente d'Irlanda
- 1952 – La Grecia e la Turchia entrano a far parte della NATO (Organizzazione del Trattato Nord Atlantico) dando vita al primo allargamento dalla data della fondazione.
- 1953
  - Lucille Ball e Desi Arnaz firmano un contratto da 8 milioni di dollari per continuare la serie televisiva I Love Lucy fino al 1955.
  - Unione europea: nell'ambito della Comunità europea del carbone e dell'acciaio viene aperto il mercato del carbone
- 1960 – Si aprono i VIII Giochi olimpici invernali a Squaw Valley, in California
- 1965 – Il Gambia ottiene l'indipendenza dal Regno Unito
- 1972 – La Corte suprema della California annulla la pena di morte nello Stato e commuta tutte le sentenze dei reclusi nel braccio della morte in ergastoli
- 1977 – Il veicolo di test dello Space Shuttle Enterprise effettua il suo primo volo fissato al dorso di un Boeing 747
- 1978 - Prima edizione dell'Ironman World Championship
- 1984 – Viene firmato l'Accordo di Villa Madama, il nuovo concordato tra Italia e Santa Sede
- 1995 – Massimo Moratti acquista la società sportiva "FC Internazionale", riportandola in famiglia visto che era già stata di proprietà del padre Angelo negli anni sessanta.
- 1998 – Due separatisti bianchi vengono arrestati in Nevada e accusati di progettare un attacco biologico alla Metropolitana di New York
- 2001 – L'agente dell'FBI Robert Hanssen viene arrestato e accusato di aver spiato per la Russia negli ultimi 15 anni
- 2003 – A Seul uno squilibrato incendia un vagone della metropolitana, causando circa 150 morti
- 2004
  - Circa 300 persone, tra cui quasi 200 soccorritori, muoiono nei pressi di Neyshabur in Iran, quando un treno merci che trasporta zolfo, petrolio e fertilizzante prende fuoco ed esplode.
  - Arrestato Giuseppe Morabito, capo della 'ndrangheta calabrese, dopo 12 anni di latitanza
- 2008 – A Pellaro (Reggio Calabria), i reparti del ROS arrestano il boss della 'ndrangheta Pasquale Condello, detto il Supremo, dopo 18 anni di latitanza.
- 2018 – Un ATR 72 biturboelica della Iran Aseman Airlines con a bordo 65 persone, partito da Teheran e diretto nella città sudoccidentale di Yasuj, si schianta a sud di Isfahan: non vi sono superstiti.
- 2021 – Il rover della NASA Perseverance, lanciato il 30 luglio 2020, atterra con successo su Marte.

## Nati
Ci sono circa 1 260 voci su persone nate il 18 febbraio; vedi la pagina Nati il 18 febbraio per un elenco descrittivo o la categoria Nati il 18 febbraio per un indice alfabetico.

## Morti
Ci sono circa 560 voci su persone morte il 18 febbraio; vedi la pagina Morti il 18 febbraio per un elenco descrittivo o la categoria Morti il 18 febbraio per un indice alfabetico.

## Feste e ricorrenze

### Civili
Internazionali
- Giornata mondiale della sindrome di Asperger[1]

Nazionali
- Gambia – Festa nazionale

### Religiose
Cristianesimo:
- Sant'Angilberto di Saint-Riquier (o di Centula), abate di Saint-Riquier
- Santi Claudio, Massimo, Prepedigna, Alessandro e Cuzia, martiri di Ostia (San Claudio è celebrato anche, singolarmente, il 7 luglio)
- Santa Costanza di Vercelli, monaca
- Sant'Eladio di Toledo, vescovo di Toledo
- Santa Esuperia di Vercelli, monaca
- Santa Geltrude Comensoli (o Gertrude), fondatrice
- Santi Giovanni Pietro Neel, Martino Wu Xuesheng, Giovanni Zhang Tianshen e Giovanni Chen Xianheng, martiri
- San Jean-François-Régis Clet, martire in Cina
- Santi Sadoth e centoventotto compagni, martiri
- San Simeone I di Gerusalemme, vescovo e martire (Chiese orientali)
- San Tarasio di Costantinopoli, patriarca di Costantinopoli
- San Teotonio di Coimbra, sacerdote
- Beato Giorgio Kaszyra (o Jerzy), sacerdote e martire
- Beato Giovanni da Fiesole (detto Beato Angelico), domenicano
- Beato Giovanni Pibush, martire
- Beato Guglielmo Harrington, martire
- Beato Mattia Malaventino, mercedario e martire

Religione romana antica e moderna:
- Ottavo giorno dedicato ai Mani familiari (dies parentalis)